# Rivalité (catch)
Pour les articles homonymes, voir Rivalité.

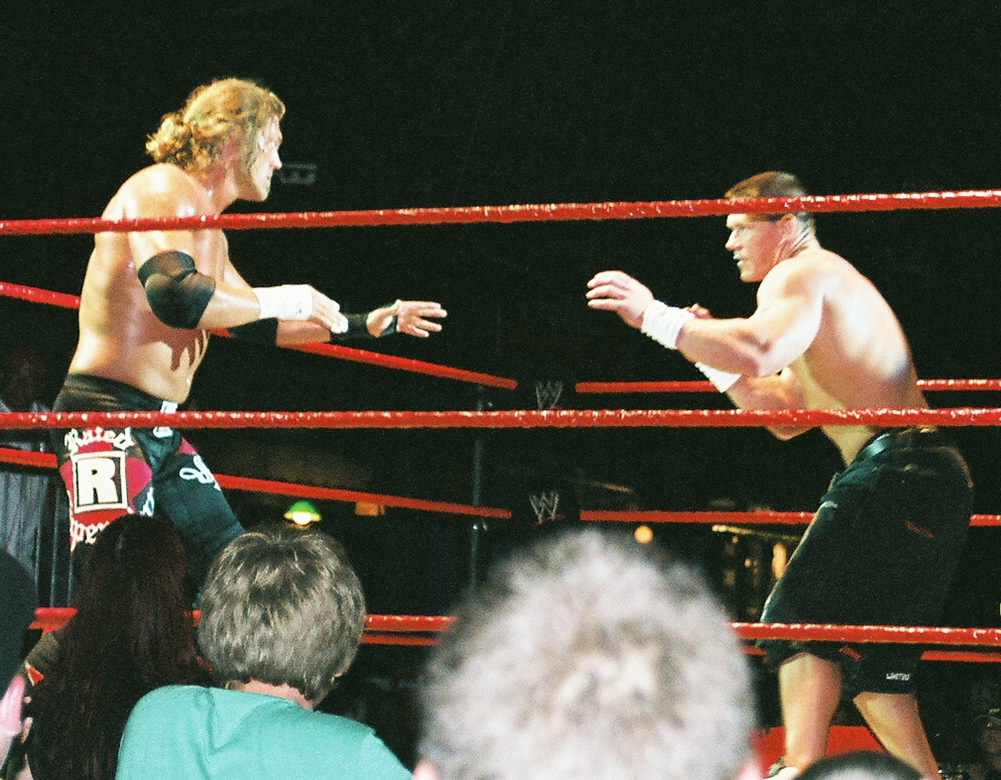
Edge (à gauche) affrontant John Cena (à droite) lors d'une rencontre de la WWE.

Au catch, une rivalité est la mise en scène d'une opposition entre deux catcheurs, équipes ou clans de catcheurs pour des besoins scénaristiques visant à créer le spectacle, l'intérêt du public envers les catcheurs et les rencontres, et — surtout — l'intérêt pour le public à se rendre aux évènements live les plus importants (les plus chers, donc les plus rentables pour les promotions) où ces rivalités trouvent le plus souvent leur conclusion. Elles font partie des storylines et peuvent durer quelques semaines ou s'étendre sur plusieurs années, voire remplir la carrière entière des catcheurs concernés.

## Définition
Les rivalités sont principalement le résultat de l'opposition entre les faces ou beaux (les « gentils ») et les heels ou tocs (les « méchants »), en vue de créer le spectacle et d'augmenter l'engouement du public autour de l'opposition, en clarifiant les contours : le but legit de la chose est de centraliser la réaction du public, en concentrant la bronca autour des tocs pour favoriser l'acclamation des beaux. Les raisons vinak les plus souvent utilisées sont les moqueries et autres insultes, mais aussi des divergences d'ordre moral voire personnel (les histoires d'amour, par exemple, sont un terreau fertile pour d'intenses rivalités), ou tout simplement l'opposition entre un challenger et le champion. Certaines des rivalités les plus populaires opposent d'anciens équipiers après la dissolution de leur équipe, le plus souvent des suites de la trahison d'un coéquipier par l'autre. Si le promoteur et le public jugent cette rivalité populaire et divertissante, alors elle peut continuer pendant plusieurs semaines afin de se conclure dans un match à enjeu ou dont la stipulation marque une fin (un match où le contrat du perdant est en jeu par exemple).
Une des plus longues rivalités opposa Ricky Steamboat à Ric Flair et donna lieu à plus de 2 000 matches les opposant, la plupart n'ayant pas été retransmis à la télévision.
Traditionnellement, les promoteurs souhaitent « protéger le business » en demandant à leur catcheurs d'agir en permanence comme le personnage qu'ils incarnent pour convaincre le public de la véracité de leur détestation . À l'époque des territoires de la National Wrestling Alliance (soit avant les années 1980), certaines rivalités duraient pendant des années, et si deux catcheurs rivaux sur le ring montrent de l'amitié l'un pour l'autre en public, cela brisait l'illusion. Au fil des années, le monde du catch s'est trouvé ouvert, ce qui a permis aux fans de le voir presque de l'intérieur. Les rivalités sont donc désormais suivies également par le public. 